# Eumorpha drucei
Eumorpha drucei là một loài bướm đêm thuộc họ Sphingidae. Loài này có ở Ecuador.
Chiều dài cánh trước là 40 mm. Phía trên thân tương tự của loài Eumorpha analis, nhưng màu nền thì xanh lá cây ô liu đậm hơn. Ấu trùng có lẽ ăn các loài nho.